# ميان رودان (خلخال)
ميان‌ رودان هي قرية في مقاطعة خلخال، إيران. عدد سكان هذه القرية هو 647 في سنة 2006.